# Dreiband-Weltmeisterschaft der Junioren 2003

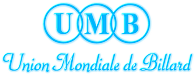
Logo UMB (ausrichtender Verband)

Die Dreiband-Weltmeisterschaft der Junioren 2003 war ein Turnier in der Karambolagedisziplin Dreiband und fand vom 27. bis 30. November in Eeklo in der belgischen Provinz Ostflandern statt.

## Teilnehmer
Das Teilnehmerfeld setzt sich aus den Kontinentalverbänden wie folgt zusammen:
- CEB: 10
- CPB: 3
- ACBC: 2
- organisierende Verband: 1

| Titelverteidiger | Titelverteidiger              |
| ---------------- | ----------------------------- |
| 1                | Filipos Kasidokostas          |
| Europa (CEB)     |                               |
| 2                | Rubén Legazpi (Europameister) |
| 3                | Erwin van den Heuvel          |
| 4                | Sergio Jimenez                |
| 5                | Wesley de Jager               |
| 6                | Bart Ceulemans                |
| 7                | Sameh Sidhom                  |
| 8                | Stephane Schillinger          |
| 9                | Alain Houlman                 |

| Amerika (CPB) |                  |
| 10            | Merlin Romero    |
| 11            | Erick Tellez     |
| 12            | Justin Gennero   |
| 13            | Miguel Cantón    |
| Asien (ACBC)  |                  |
| 14            | Huang Hyung-bum  |
| 15            | Hajme Watanabe   |
| Wildcard Org. |                  |
| 16            | Steven van Acker |

## Modus
Gespielt wird in der Vorrunde in vier Gruppen zu je vier Spielern im Round-Robin-Modus im Satzsystem Best of 3 sets. Die beiden Gruppenersten zogen in die Endrunde ein, wo im K.-o.-System in Best of 3 Sets gespielt wurde. Die Shot clock stand auf 50 Sekunden.

## Gruppenphase
| Abschlusstabelle Gruppe A | Abschlusstabelle Gruppe A | Abschlusstabelle Gruppe A | Abschlusstabelle Gruppe A | Abschlusstabelle Gruppe A | Abschlusstabelle Gruppe A | Abschlusstabelle Gruppe A | Abschlusstabelle Gruppe A | Abschlusstabelle Gruppe A | Abschlusstabelle Gruppe A |
| Platz                     | Name                      | MP                        | SV                        | Pkt.                      | Aufn.                     | GD                        | BED                       | BSD                       | HS                        |
| ------------------------- | ------------------------- | ------------------------- | ------------------------- | ------------------------- | ------------------------- | ------------------------- | ------------------------- | ------------------------- | ------------------------- |
| 1                         | Sergio Jimenez            | 6:0                       | 6:1                       | 104                       | 115                       | 0,904                     | 1,071                     | 1,363                     | 5                         |
| 2                         | Justin Gennero            | 2:4                       | 3:4                       | 83                        | 133                       | 0,624                     | 0,714                     | 0,882                     | 5                         |
| 3                         | Miguel Cantón             | 2:4                       | 3:5                       | 95                        | 149                       | 0,637                     | 0,620                     | 0,882                     | 5                         |
| 4                         | Bart Ceulemans            | 2:4                       | 2:4                       | 56                        | 107                       | 0,523                     | 0,769                     | 1,071                     | 4                         |

| Abschlusstabelle Gruppe B | Abschlusstabelle Gruppe B | Abschlusstabelle Gruppe B | Abschlusstabelle Gruppe B | Abschlusstabelle Gruppe B | Abschlusstabelle Gruppe B | Abschlusstabelle Gruppe B | Abschlusstabelle Gruppe B | Abschlusstabelle Gruppe B | Abschlusstabelle Gruppe B |
| Platz                     | Name                      | MP                        | SV                        | Pkt.                      | Aufn.                     | GD                        | BED                       | BSD                       | HS                        |
| ------------------------- | ------------------------- | ------------------------- | ------------------------- | ------------------------- | ------------------------- | ------------------------- | ------------------------- | ------------------------- | ------------------------- |
| 1                         | Merlin Romero             | 6:0                       | 6:1                       | 104                       | 102                       | 1,019                     | 1,250                     | 1,500                     | 7                         |
| 2                         | Steven van Acker          | 4:2                       | 5:4                       | 112                       | 143                       | 0,783                     | 0,822                     | 2,142                     | 6                         |
| 3                         | Sameh Sidhom              | 2:4                       | 3:5                       | 78                        | 121                       | 0,644                     | 0,814                     | 1,363                     | 4                         |
| 4                         | Alain Houlman             | 0:6                       | 2:6                       | 71                        | 136                       | 0,522                     | –                         | 1,000                     | 4                         |

| Abschlusstabelle Gruppe C | Abschlusstabelle Gruppe C | Abschlusstabelle Gruppe C | Abschlusstabelle Gruppe C | Abschlusstabelle Gruppe C | Abschlusstabelle Gruppe C | Abschlusstabelle Gruppe C | Abschlusstabelle Gruppe C | Abschlusstabelle Gruppe C | Abschlusstabelle Gruppe C |
| Platz                     | Name                      | MP                        | SV                        | Pkt.                      | Aufn.                     | GD                        | BED                       | BSD                       | HS                        |
| ------------------------- | ------------------------- | ------------------------- | ------------------------- | ------------------------- | ------------------------- | ------------------------- | ------------------------- | ------------------------- | ------------------------- |
| 1                         | Filipos Kasidokostas      | 6:0                       | 6:0                       | 90                        | 60                        | 1,500                     | 2,727                     | 3,750                     | 9                         |
| 2                         | Erick Tellez              | 4:2                       | 4:3                       | 87                        | 99                        | 0,878                     | 0,973                     | 1,153                     | 4                         |
| 3                         | Rubén Legazpi             | 2:4                       | 3:4                       | 79                        | 76                        | 1,039                     | 1,071                     | 1,500                     | 5                         |
| 4                         | Hajme Watanabe            | 0:6                       | 0:6                       | 44                        | 82                        | 0,536                     | –                         | –                         | 5                         |

| Abschlusstabelle Gruppe D | Abschlusstabelle Gruppe D | Abschlusstabelle Gruppe D | Abschlusstabelle Gruppe D | Abschlusstabelle Gruppe D | Abschlusstabelle Gruppe D | Abschlusstabelle Gruppe D | Abschlusstabelle Gruppe D | Abschlusstabelle Gruppe D | Abschlusstabelle Gruppe D |
| Platz                     | Name                      | MP                        | SV                        | Pkt.                      | Aufn.                     | GD                        | BED                       | BSD                       | HS                        |
| ------------------------- | ------------------------- | ------------------------- | ------------------------- | ------------------------- | ------------------------- | ------------------------- | ------------------------- | ------------------------- | ------------------------- |
| 1                         | Erwin van den Heuvel      | 4:2                       | 5:3                       | 102                       | 102                       | 1,000                     | 1,153                     | 1,250                     | 5                         |
| 2                         | Wesley de Jager           | 4:2                       | 5:3                       | 101                       | 121                       | 0,834                     | 0,833                     | 1,500                     | 6                         |
| 3                         | Huang Hyung-bum           | 4:2                       | 4:4                       | 86                        | 108                       | 0,796                     | 0,875                     | 2,500                     | 7                         |
| 4                         | Stephane Schillinger      | 0:6                       | 2:6                       | 87                        | 108                       | 0,805                     | –                         | 2,500                     | 6                         |

Quellen:

### Finalrunde
|  | Viertelfinale Best of 3 | Viertelfinale Best of 3 | Viertelfinale Best of 3 | Viertelfinale Best of 3 | Viertelfinale Best of 3 | Viertelfinale Best of 3 |                      |                      | Halbfinale Best of 3 | Halbfinale Best of 3 | Halbfinale Best of 3 | Halbfinale Best of 3 | Halbfinale Best of 3 | Halbfinale Best of 3 |      |       | Finale Best of 3 | Finale Best of 3 | Finale Best of 3 | Finale Best of 3 | Finale Best of 3 | Finale Best of 3 |
|  |                         |                         |                         |                         |                         |                         |                      |                      |                      |                      |                      |                      |                      |                      |      |       |                  |                  |                  |                  |                  |                  |
|  |                         | Satz                    | Pkt.                    | Aufn.                   | GD                      | HS                      |                      |                      |                      |                      |                      |                      |                      |                      |      |       |                  |                  |                  |                  |                  |                  |
|  |                         | Satz                    | Pkt.                    | Aufn.                   | GD                      | HS                      |                      |                      |                      |                      |                      |                      |                      |                      |      |       |                  |                  |                  |                  |                  |                  |
|  | Filipos Kasidokostas    | 2                       | 30                      | 21                      | 1,428                   | 6                       |                      |                      |                      |                      |                      |                      |                      |                      |      |       |                  |                  |                  |                  |                  |                  |
|  | Filipos Kasidokostas    | 2                       | 30                      | 21                      | 1,428                   | 6                       |                      | Satz                 | Pkt.                 | Aufn.                | GD                   | HS                   |                      |                      |      |       |                  |                  |                  |                  |                  |                  |
|  | Wesley de Jager         | 0                       | 7                       | 20                      | 0,350                   | 4                       |                      | Satz                 | Pkt.                 | Aufn.                | GD                   | HS                   |                      |                      |      |       |                  |                  |                  |                  |                  |                  |
|  | Wesley de Jager         | 0                       | 7                       | 20                      | 0,350                   | 4                       | Filipos Kasidokostas | 2                    | 40                   | 41                   | 0,975                | 9                    |                      |                      |      |       |                  |                  |                  |                  |                  |                  |
|  |                         | Satz                    | Pkt.                    | Aufn.                   | GD                      | HS                      | Filipos Kasidokostas | 2                    | 40                   | 41                   | 0,975                | 9                    |                      |                      |      |       |                  |                  |                  |                  |                  |                  |
|  |                         | Satz                    | Pkt.                    | Aufn.                   | GD                      | HS                      |                      | Erwin van den Heuvel | 1                    | 33                   | 41                   | 0,804                | 6                    |                      |      |       |                  |                  |                  |                  |                  |                  |
|  | Erwin van den Heuvel    | 2                       | 34                      | 30                      | 1,133                   | 6                       |                      | Erwin van den Heuvel | 1                    | 33                   | 41                   | 0,804                | 6                    |                      |      |       |                  |                  |                  |                  |                  |                  |
|  | Erwin van den Heuvel    | 2                       | 34                      | 30                      | 1,133                   | 6                       |                      |                      |                      |                      |                      |                      |                      | Satz                 | Pkt. | Aufn. | GD               | HS               |                  |                  |                  |                  |
|  | Erick Tellez            | 1                       | 28                      | 29                      | 0,965                   | 8                       |                      |                      |                      |                      |                      |                      |                      | Satz                 | Pkt. | Aufn. | GD               | HS               |                  |                  |                  |                  |
|  | Erick Tellez            | 1                       | 28                      | 29                      | 0,965                   | 8                       | Filipos Kasidokostas | 2                    | 44                   | 32                   | 1,375                | 6                    |                      |                      |      |       |                  |                  |                  |                  |                  |                  |
|  |                         | Satz                    | Pkt.                    | Aufn.                   | GD                      | HS                      | Filipos Kasidokostas | 2                    | 44                   | 32                   | 1,375                | 6                    |                      |                      |      |       |                  |                  |                  |                  |                  |                  |
|  |                         | Satz                    | Pkt.                    | Aufn.                   | GD                      | HS                      |                      | Steven van Acker     | 1                    | 24                   | 32                   | 0,750                | 5                    |                      |      |       |                  |                  |                  |                  |                  |                  |
|  | Sergio Jimenez          | 1                       | 29                      | 43                      | 0,674                   | 6                       |                      | Steven van Acker     | 1                    | 24                   | 32                   | 0,750                | 5                    |                      |      |       |                  |                  |                  |                  |                  |                  |
|  | Sergio Jimenez          | 1                       | 29                      | 43                      | 0,674                   | 6                       |                      | Satz                 | Pkt.                 | Aufn.                | GD                   | HS                   |                      |                      |      |       |                  |                  |                  |                  |                  |                  |
|  | Steven van Acker        | 2                       | 37                      | 43                      | 0,860                   | 4                       |                      | Satz                 | Pkt.                 | Aufn.                | GD                   | HS                   |                      |                      |      |       |                  |                  |                  |                  |                  |                  |
|  | Steven van Acker        | 2                       | 37                      | 43                      | 0,860                   | 4                       | Steven van Acker     | 2                    | 30                   | 28                   | 1,071                | 6                    |                      |                      |      |       |                  |                  |                  |                  |                  |                  |
|  |                         | Satz                    | Pkt.                    | Aufn.                   | GD                      | HS                      | Steven van Acker     | 2                    | 30                   | 28                   | 1,071                | 6                    |                      |                      |      |       |                  |                  |                  |                  |                  |                  |
|  |                         | Satz                    | Pkt.                    | Aufn.                   | GD                      | HS                      |                      | Merlin Romero        | 0                    | 26                   | 27                   | 0,962                | 4                    |                      |      |       |                  |                  |                  |                  |                  |                  |
|  | Merlin Romero           | 2                       | 30                      | 26                      | 1,153                   | 3                       |                      | Merlin Romero        | 0                    | 26                   | 27                   | 0,962                | 4                    |                      |      |       |                  |                  |                  |                  |                  |                  |
|  | Merlin Romero           | 2                       | 30                      | 26                      | 1,153                   | 3                       |                      |                      |                      |                      |                      |                      |                      |                      |      |       |                  |                  |                  |                  |                  |                  |
|  | Justin Gennero          | 0                       | 10                      | 25                      | 0,400                   | 3                       |                      |                      |                      |                      |                      |                      |                      |                      |      |       |                  |                  |                  |                  |                  |                  |
|  | Justin Gennero          | 0                       | 10                      | 25                      | 0,400                   | 3                       |                      |                      |                      |                      |                      |                      |                      |                      |      |       |                  |                  |                  |                  |                  |                  |

Quellen:

## Abschlusstabelle
| MP    | Match Points (Sieger = 2; Unentschieden = 1; Verlierer = 0) |
| Pkte. | Erzielte Karambolagen                                       |
| Aufn. | Benötigte Versuche                                          |
| GD    | Generaldurchschnitt                                         |
| BED   | Bester Einzeldurchschnitt eines Spielers                    |
| HS    | Höchstserie                                                 |
|       | Bester GD des Turniers                                      |
|       | Bester ED des Turniers                                      |
|       | Beste HS des Turniers                                       |
|       | 1. Platz (Gold)                                             |
|       | 2. Platz (Silber)                                           |
|       | 3. Platz (Bronze)                                           |

| Endklassement       | Endklassement       | Endklassement        | Endklassement       | Endklassement       | Endklassement | Endklassement | Endklassement | Endklassement | Endklassement | Endklassement |
| Phase               | Platz               | Name                 | MP                  | SV                  | Pkt.          | Aufn.         | GD            | BED           | BSD           | HS            |
| ------------------- | ------------------- | -------------------- | ------------------- | ------------------- | ------------- | ------------- | ------------- | ------------- | ------------- | ------------- |
| Finale              | 1                   | Filipos Kasidokostas | 12                  | 12:2                | 204           | 154           | 1,324         | 2,727         | 3,750         | 9             |
| Finale              | 2                   | Steven van Acker     | 8                   | 10:7                | 203           | 246           | 0,825         | 1,071         | 2,142         | 6             |
| Halb- finale        | 3                   | Merlin Romero        | 8                   | 8:3                 | 160           | 155           | 1,032         | 1,250         | 1,500         | 7             |
| Halb- finale        | 3                   | Erwin van den Heuvel | 6                   | 8:6                 | 169           | 173           | 0,976         | 1,153         | 1,500         | 6             |
| Viertel- finale     | 5                   | Sergio Jimenez       | 6                   | 6:3                 | 133           | 158           | 0,841         | 1,071         | 1,500         | 6             |
| Viertel- finale     | 6                   | Erick Tellez         | 4                   | 5:5                 | 115           | 128           | 0,898         | 0,973         | 1,666         | 8             |
| Viertel- finale     | 7                   | Wesley de Jager      | 4                   | 5:5                 | 108           | 141           | 0,765         | 0,833         | 1,500         | 6             |
| Viertel- finale     | 8                   | Justin Gennero       | 2                   | 3:6                 | 93            | 158           | 0,588         | 0,714         | 0,882         | 5             |
| Gruppen- phase      | 9                   | Huang Hyung-bum      | 4                   | 4:4                 | 86            | 108           | 0,796         | 0,875         | 2,500         | 7             |
| Gruppen- phase      | 10                  | Rubén Legazpi        | 2                   | 3:4                 | 79            | 76            | 1,039         | 1,071         | 1,500         | 5             |
| Gruppen- phase      | 11                  | Sameh Sidhom         | 2                   | 3:5                 | 78            | 121           | 0,644         | 0,814         | 1,363         | 4             |
| Gruppen- phase      | 12                  | Miguel Cantón        | 2                   | 3:5                 | 95            | 149           | 0,637         | 0,620         | 0,882         | 5             |
| Gruppen- phase      | 13                  | Bart Ceulemans       | 2                   | 2:4                 | 56            | 107           | 0,523         | 0,769         | 1,071         | 4             |
| Gruppen- phase      | 14                  | Stephane Schillinger | 0                   | 2:6                 | 87            | 108           | 0,805         | –             | 2,500         | 6             |
| Gruppen- phase      | 15                  | Alain Houlman        | 0                   | 2:6                 | 71            | 136           | 0,522         | –             | 1,000         | 4             |
| Gruppen- phase      | 16                  | Hajme Watanabe       | 0                   | 0:6                 | 44            | 82            | 0,536         | –             | -             | 5             |
| Turnierdurchschnitt | Turnierdurchschnitt | Turnierdurchschnitt  | Turnierdurchschnitt | Turnierdurchschnitt | 1781          | 2200          | 0,809         |               |               |               |